# Eberhard Kube

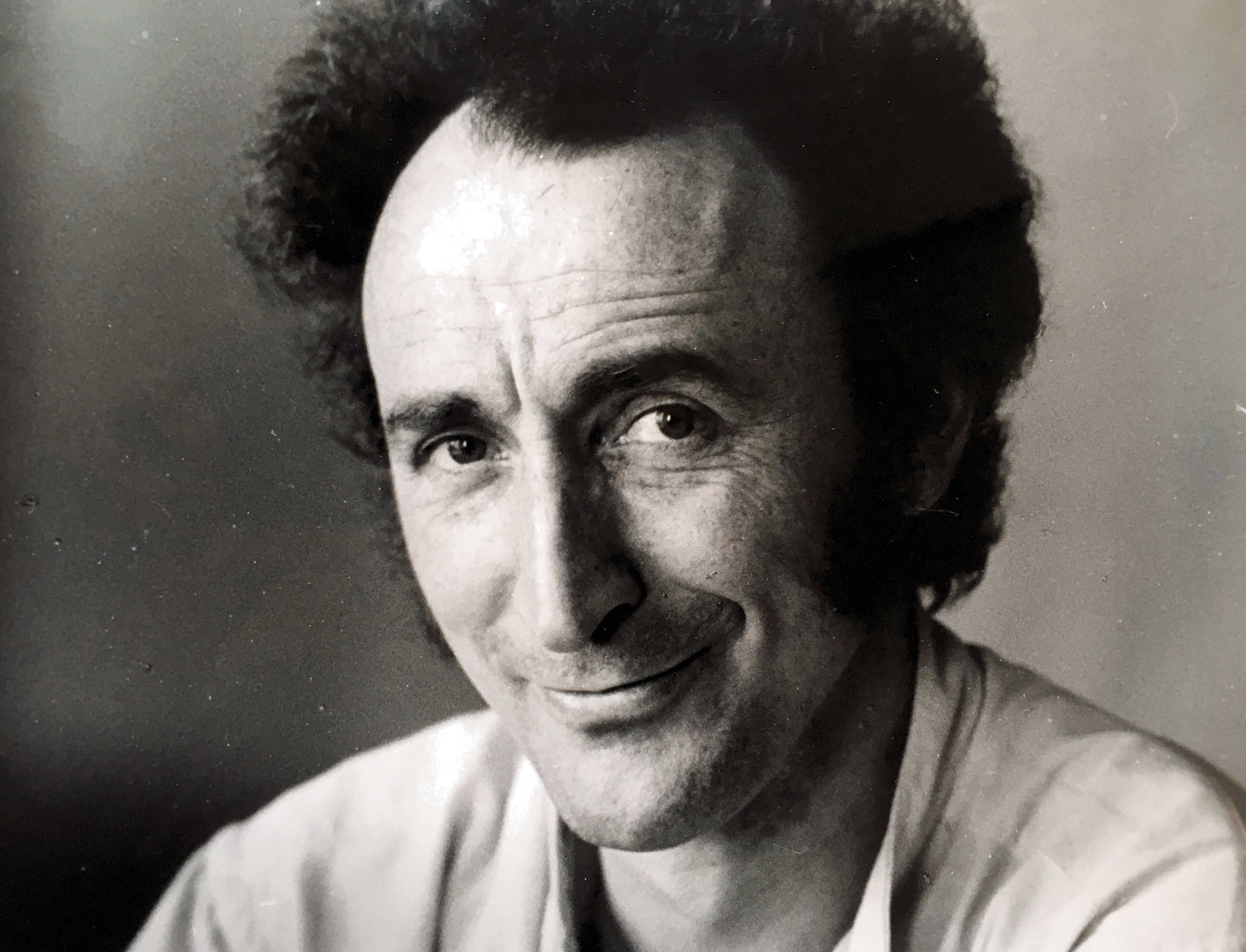
Eberhard Kube, 1984

Eberhard Hermann Wilhelm Kube (* 19. April 1936 in Berlin-Lichtenberg; † 22. Februar 2022 in Wrechen (Feldberger Seenlandschaft)) war ein deutscher Pantomime. Dem Publikum war er als „QB“ vertraut, einer Pantomime im Ringelhemd mit weiß geschminktem Gesicht. Er galt als erster Berufspantomime und „Vater“ der DDR-Pantomime. Kube war Gründer und künstlerischer Leiter des Pantomimen Studios Berlin, aus dem später das Pantomimen-Theater vom Prenzlauer Berg entstand. Mit Marcel Marceau, Jacques Lecoq und Henrik Tomaszewski war er befreundet. Als Pädagoge und Festivalorganisator hatte er entscheidenden Anteil daran, dass Pantomime in der DDR präsent war.

## Leben

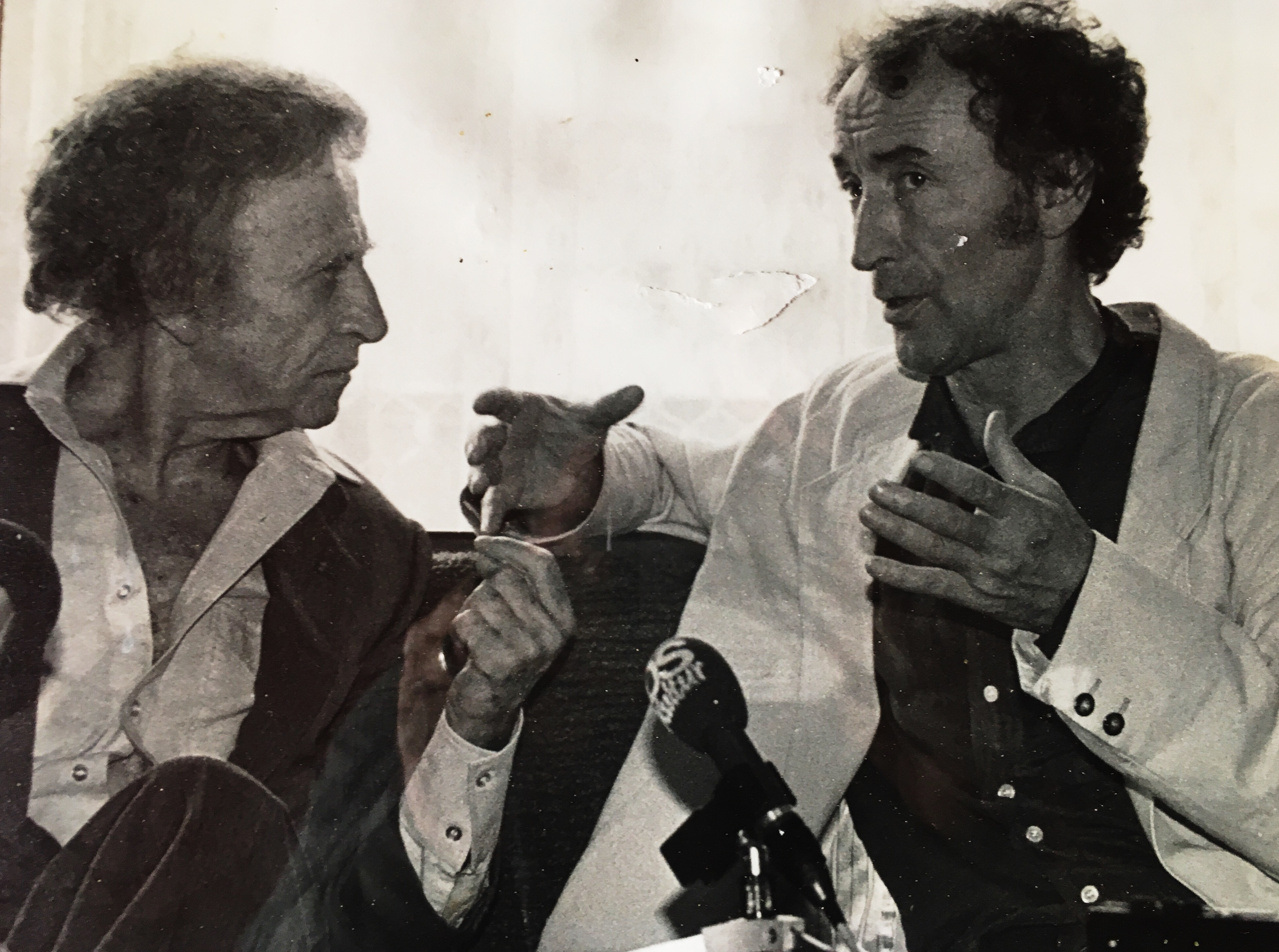
Marcel Marceau (links) und Eberhard Kube (rechts)

Eberhard Kube wuchs in Berlin-Friedrichshain als Sohn des Telefonisten Willi Kube und der Schuhverkäuferin Margot Bock auf. Als Vierjähriger mit der jüngeren Schwester und seiner Mutter vor den Bombenangriffen auf einen Gutshof im ländlichen Schlesien evakuiert, kehrte die Familie vier Jahre später in das zerstörte Berlin zurück. Sein Vater hatte den Krieg nicht überlebt.
Diese Zeit prägte ihn nachhaltig. Mit starkem Willen und einfallsreich-diebischer Energie versorgte Kube im Nachkriegsberlin die Familie, verließ nach dem Volksaufstand 1953 die FDJ, studierte in der neugegründeten DDR Geschichte und Körpererziehung und arbeitete 1958 als Lehrer in Ost-Berlin. 1961 wurde ihm ein Berufsverbot ausgesprochen, weil er den Bau der Berliner Mauer als menschenverachtend kritisiert hatte.
Ein Auftritt des Franzosen Marcel Marceau im Jahr 1958 in Berlin veränderte sein Leben. Kube erhielt 1959/1960 im Haus der jungen Talente bei Brigitte Soubeyran Unterricht. 1960 gewann er die Goldmedaille beim Republikausscheid der jungen Talente. Mit seinem 1961 gegründeten Pantomime Studio 61, seit den 1970er Jahren Pantomimentheater vom Prenzlauer Berg, entstand ein äußerst lebendiges Zentrum für Pantomime auf einem Hinterhof in der Schönhauser Allee 73. Kube wurde 1962 der erste Berufspantomime der DDR. In den 1970er Jahren wurde eine originelle Idee realisiert: mit einem umgebauten Zirkuswagen spielte das Ensemble auf Höfen und Plätzen vor Publikum, das selten den Weg ins Theater fand. Dieses „Wagen-Projekt“ setzte Alltagsszenen (häufig als Maskenspiel) in eine komprimierte pantomimische Form um. Er unterrichtete Pantomime an der Schauspielschule Berlin, an der Filmhochschule Babelsberg und an der Theaterhochschule Leipzig, u. a. Leander Haußmann, Henry Hübchen und Michael Gwisdek.
Er wirkte in Kindersendungen mit, z. B. als Zauberer Sassafraß im Film Die Suche nach dem wunderbunten Vögelchen. Marcel Marceau wurde ihm als Halbwaise ein väterlicher Freund. Der Durchbruch gelang Kube 1969, als die DDR ihn als kulturelles Aushängeschild ins Ausland schickte. Ob in Indien, Ägypten oder Frankreich – jeder verstand seine stumme Kunst. Mit seinem Ensemble, aber überwiegend als Solist, entfloh er der staatlichen Willkür durch über 30 Tourneen und Gastspielreisen vor und hinter dem Eisernen Vorhang. Kube entwickelte sich zum erfolgreichsten Vertreter der Solo-Pantomime in der DDR. Er ermöglichte als „Vater“ der DDR-Pantomime dieser Kunstform, die im deutschsprachigen Raum kaum eine Tradition hatte, eine Daseinsberechtigung.

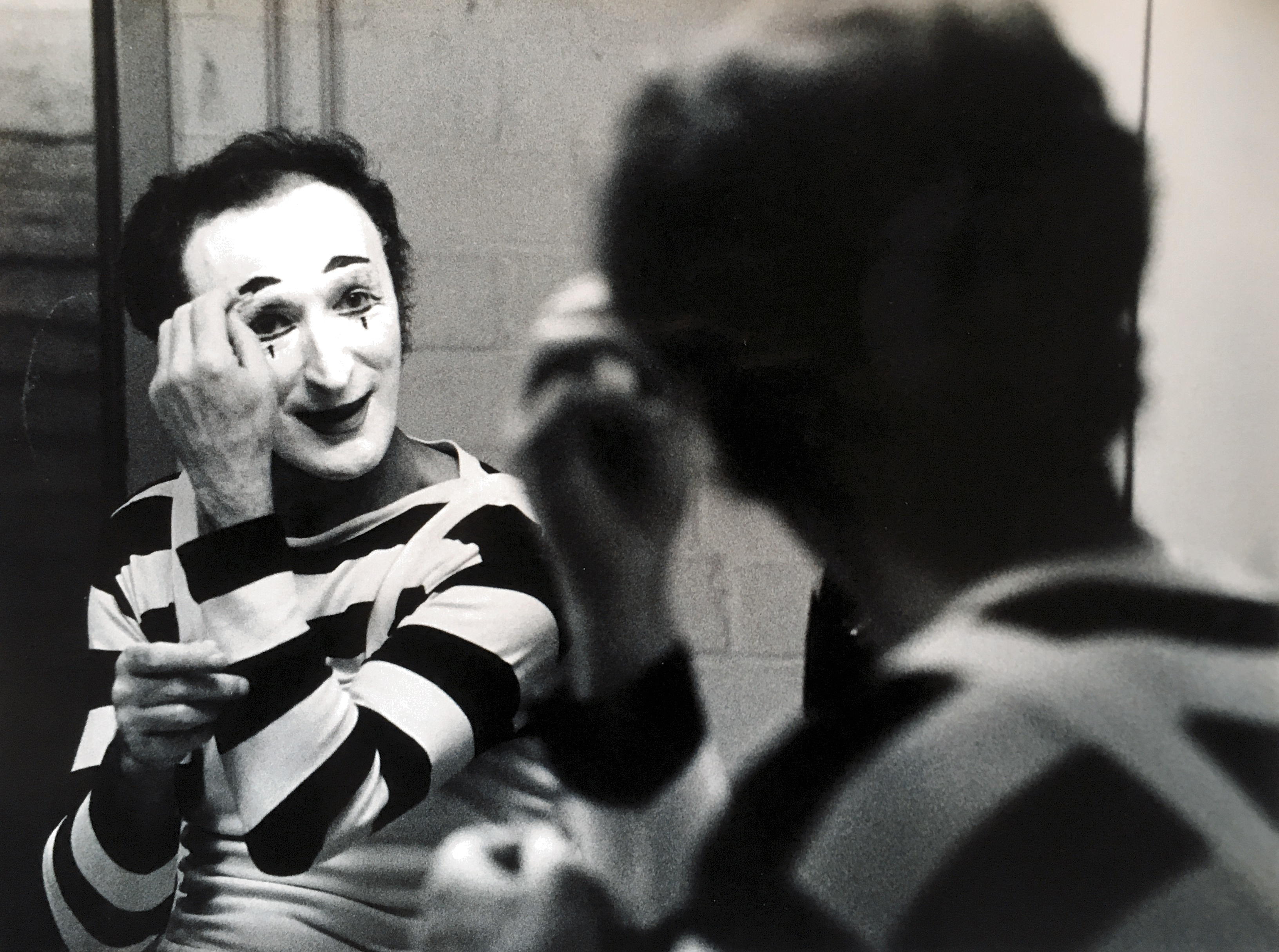
Eberhard Kube – Metamorphose zum Pantomimen

Er arbeitete daneben für das Sprechtheater, als Co-Regisseur in Zürich und in Bonn, als Regisseur in Erfurt und am Berliner Puppentheater. Als 1981 einer seiner Techniker nach einem Gastspiel im Westen blieb, durfte auch er nicht mehr in den Westen reisen. Kube initiierte und leitete daraufhin die „Internationale Woche gestisches Theater“  in Ost-Berlin, als jährliches Kulturereignis, um „den Westen in den Osten zu holen“. Marcel Marceau sagte ihm als Erster zu.
1987 erhielt Kube für seine außerordentlichen Verdienste um die Theaterkultur den Kunstpreis der DDR und durfte wieder in den Westen reisen. Er nutzte ein Gastspiel in Köln, um die DDR endgültig zu verlassen. 1989 reiste er wieder ein, nahm an der größten nicht staatlich gelenkten Demonstration in der Geschichte der DDR, der Demonstration auf dem Alexanderplatz am 4. November 1989, teil und erlebte den Mauerfall in Moskau. Nach der deutschen Wiedervereinigung war Kube Direktor des neugegründeten Mime Centrum Berlin und widmete sich in einer von ihm gegründeten privaten Berliner Mime-Schule der Ausbildung von jungen Darstellerinnen und Darstellern.
Kube war Vater von drei Kindern und lebte mit seiner zweiten Ehefrau auf einem Gutshof in Mecklenburg, wo er im Februar 2022 im Alter von 85 Jahren starb.

## Filmografie (Auswahl)
- 1964: Die Suche nach dem wunderbunten Vögelchen
- 1964: Harlekin, Pantalone und wir (dokumentarischer Kurzfilm)
- 1971: Faxenmacher
- 1976: Mario und der Zauberer (Mário a kúzelník)
- 1978: Electra (Kurzfilm)[10]
- 1978: Der besondere Tag
- 1979: Lessing Film
- 1980: Straßenbahn Film
- 1980: Verwandlungsspiele
- 1982: Die Horatier und die Kuriatier[11]
- 1982: Der Diener zweier Herren[12]
- 1986: Chile - Tausend Tränen, Tausend Träume weit

## Inszenierungen/Choreografien/Mitwirkung (Auswahl)
- 1961: Der erste Schritt (Berlin)
- Etuden (Berlin)
- Kurzszenen (Berlin)
- 1967: Aufstieg und Fall der Stadt Mahagonny (Leipzig)
- 1968: "...Und alle haben ein Gesicht" (Berlin)
- 1969: Die Troerinnen (Berlin)
- 1976: Wir Wohner 1 (Berlin)
- 1978: Legende vom toten Soldaten (Berlin)
- 1978: WIr Wohner 2 (Berlin)
- 1979: Viele Dinge sind ein Ding (Berlin)
- 1980: Wir Wohner 3 (Berlin)
- 1980: Lysistrate (Erfurt)
- 1981: Verliebt in Berlin (Berlin)
- 1981: Der Diener zweier Herren (Erfurt)
- 1981: Herzlich willkommen in Amapola (Berlin)
- 1982: Die Horatier und die Kuriatier (Berlin)
- 1984: Der zufällige Tod eines Anarchisten (Erfurt)
- 1984: Ihr seid ein Greenhorn, Sir! (Berlin)
- 1984: Volpone (Berlin)
- 1985: Jeder hat Recht (Berlin)
- 1986: Ratz Batz (Berlin)
- 1988: Der Sturm (Köln)
- 1989: Mann ist Mann (Zürich)
- 1989: Siegfried Frauenprotokolle Deutscher Furor (Bonn)
- 1992: Rag Time - Opernfantasie nach Treemonisha von Scott Joplin (Schwetzingen)

## Ehrungen und Auszeichnungen
- 1976: Ehrennadel für Verdienste um die Freundschaft der Völker in Gold
- 1977: Ausgezeichnetes Volkskunstkollektiv der DDR (zusammen mit Berliner Pantomimentheater vom Prenzlauer Berg)
- 1978: Berlin-Preis zur Förderung des sozialistischen Gegenwartsschaffens (zusammen mit Berliner Pantomimentheater vom Prenzlauer Berg)
- 1987: Kunstpreis der DDR